# Francis Bridgeman

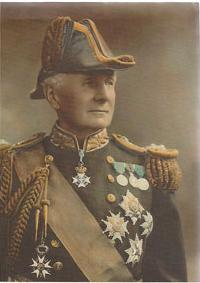
Admiral Francis Bridgeman (1912)

Sir Francis Charles Bridgeman Bridgeman, GCB, GCVO (geborener Simpson; * 7. Dezember 1848 in Babworth, Nottinghamshire; † 17. Februar 1929 in Nassau, Bahamas) war ein britischer Admiral der Royal Navy, der unter anderem zwischen 1911 und 1912 Erster Seelord war.

## Leben

### Ausbildung und Verwendungen als Seeoffizier
Bridgeman war der jüngste Sohn von Reverend William Bridgeman Simpson (1813–1895), anglikanischer Pfarrer von Babworth in Nottinghamshire, und dessen Ehefrau Lady Frances Laura Wentworth FitzWilliam, einer Tochter von Charles Wentworth-Fitzwilliam, 5. Earl Fitzwilliam. Sein Großvater väterlicherseits war ein jüngerer Sohn des Henry Bridgeman, 1. Baron Bradford, und hatte den als Erbe der Güter der Familie seiner Mutter deren Familiennamen „Simpson“ angenommen.
Er trat nach dem Schulbesuch am 1. September 1862 als Seekadett in die Royal Navy und absolvierte seine Ausbildung auf dem Schulschiff HMS Britannia. 1868 wurde er mit der Sloop HMS Blanche zur (Australia Station) verlegt, dem Marinestützpunkt in Australien. Am 2. März 1869 erfolgte dort seine Beförderung zum Sub-Lieutenant sowie am 8. April 1873 zum Kapitänleutnant (Lieutenant). 1874 wurde er Geschützoffizier auf der zum China-Stützpunkt (China Station) gehörenden Korvette HMS Encounter sowie anschließend Geschützoffizier auf dem zum Mittelmeerflotte (Mediterranean Fleet) gehörenden Panzerschiff HMS Temeraire.
Am 30. Juni 1884 wurde Bridgeman zum Fregattenkapitän (Commander) befördert. Als solcher wurde er 1885 auf das zum Pazifik-Stützpunkt (Pacific Station) gehörende Schlachtschiff HMS Triumph versetzt, ehe er 1888 Verwendung auf dem Artillerieschulschiff HMS Excellent fand. Am 1. Januar 1890 erhielt er seine Beförderung zum Kapitän zur See (Captain). Im Oktober 1893 übernahm er sein erstes Schiffskommando, und zwar als Kommandant des neuen Schlachtschiffs HMS Ramillies. Als solcher war er zugleich Flaggkapitän der Mittelmeerflotte und bekleidete das Kommando bis Dezember 1894, woraufhin Kapitän zur See William May im Januar 1895 sein Nachfolger wurde. Nachdem er 1896 offiziell seinen Familiennamen von „Simpson“ zu „Bridgeman“ geändert hatte, wurde er im September 1897 Nachfolger von Kapitän zur See William May als Flaggkapitän und Stabschef des Portsmouth Command und blieb dort bis zu seiner Ablösung durch Kapitän zur See Edward P. Jones im November 1900.
1889 heiratete er Emily Charlotte Shiffner († 1922) und bewohnte mit ihr das Anwesen Congreve Hall bei Leeds in Yorkshire. Die Ehe blieb kinderlos.
Zuletzt war er zuletzt als Nachfolger von Kapitän zur See Alfred Parr vom 24. Mai 1901 bis zu seiner Ablösung durch Kapitän zur See Alfred Winsloe am 26. August 1903 Marine-Aide-de-camp von König Eduard VII. In dieser Verwendung versah er während der Königliche Flottenschau im Juni 1902 auch Dienst an Bord des Wachschiffs Duke of Wellington. Im Januar 1903 wurde er Kommandant des neuen Panzerkreuzers Drake und verblieb dort bis zu seiner Ablösung durch Kapitän zur See John Jellicoe im August 1903. Er wurde am 5. Mai 1903 Member des Royal Victorian Order (MVO).

### Aufstieg zum Admiral und Erster Seelord

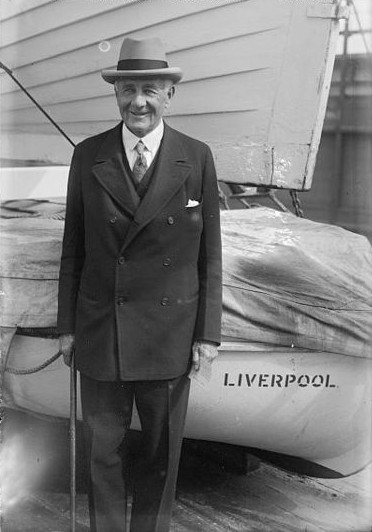
Admiral Francis Bridgeman

Am 12. März 1903 wurde Bridgeman zum Konteradmiral (Rear-Admiral) befördert. Danach war er von Juni 1904 bis Dezember 1904 zunächst stellvertretender Befehlshaber der Kanalflotte (Channel Fleet), danach zwischen Dezember 1904 und März 1906 stellvertretender Befehlshaber der Atlantikflotte (Atlantic Fleet) sowie zuletzt von März 1906 bis März 1907 stellvertretender Befehlshaber der Mittelmeerflotte.
Am 16. Februar 1907 wurde er zum Vizeadmiral (Vice-Admiral) befördert. Im März 1907 wurde er erstmals Oberkommandierender der wieder geschaffenen Heimatflotte (Commander-in-Chief, Home Fleet) und bekleidete diesen Posten bis zu seiner Ablösung durch Vizeadmiral William May im März 1909. Er wurde am 3. August 1907 zum Knight Commander des Royal Victorian Order (KCVO) geschlagen und führte seither den Namenszusatz „Sir“. Ferner wurde er am 26. Juni 1908 auch Knight Commander des Order of the Bath (KCB). Er selbst wiederum löste im März 1909 Vizeadmiral William May als Zweiter Seelord (Second Sea Lord and Chief of Naval Personnel) und war als solcher für die Personalfragen der Royal Navy zuständig. Diesen Posten hatte er bis März 1911 inne und wurde daraufhin durch Vizeadmiral George Egerton abgelöst. Daraufhin wurde er im März 1911 wiederum Nachfolger von Vizeadmiral William May und übernahm bis zu seiner Ablösung durch Vizeadmiral George Callaghan im Dezember 1911 erneut den Posten als Oberkommandierender der Heimatflotte. Am 12. April 1911 erfolgte seine Beförderung zum Admiral. Am 4. Juli 1911 wurde er zum Knight Grand Cross des Royal Victorian Order erhoben.
Im Dezember 1911 löste er Flottenadmiral Arthur Wilson als Erster Seelord ab und bekleidete diese Funktion bis Dezember 1912, woraufhin Admiral Ludwig von Battenberg sein Nachfolger wurde. Er gehörte auch der Kommission zur Verwaltung des Amtes des Lord High Admiral an. Am 10. Dezember 1912 wurde er auch zum Knight Grand Cross des Order of the Bath (GCB) erhoben. Am 7. Dezember 1913 schied er aus dem aktiven Militärdienst aus und trat in den Ruhestand.
Nach dem Tode von Admiral Sir Michael Culme-Seymour, 3. Baronet am 11. Oktober 1920 erhielt er als dessen Nachfolger den Ehrentitel Vice-Admiral of the United Kingdom. Diesen hatte er ebenfalls bis zu seinem Tode am 7. Februar 1929 inne und wurde dann durch Admiral Stanley Colville abgelöst.